# Udo di Katlenburg
Udo di Katlenburg (attorno al 975 – dopo il 1040) fu conte a Liesgau e di Rittigau e Vogt personale dell'arcivescovo Unwan di Amburgo-Brema. È il primo antenato sicuro dei conti di Katlenburg.

## Biografia

### Origini
L'origine di Udo e di suo fratello Enrico non è chiara. Poiché i nomi "Enrico" e "Udo" sono dei Leitnamen degli Odoniani, oggi si presume che Enrico e Udo fossero figli di (Lotario-)Udo I di Harsefeld, caduto in una battaglia navale sul Basso Elba contro i Normanni nel 994. Non vi è alcuna prova documentaria di ciò, né alcun documento di proprietà.
Udo agì per l'arcivescovo Unwan di Amburgo-Brema come suo Vogt quando trasferì i beni ereditari alla chiesa di Paderborn per l'attenzione del suo parente e vescovo Meinwerk di Paderborn. Pertanto, in quanto Schwertvetter più stretto di Unwan, doveva essere strettamente imparentato con entrambi i vescovi, che appartenevano alla stirpe degli Immedingi. Un altro rapporto stretto fu con il vescovo Teodorico I di Münster, che assistette nella sua faida contro i conti di Werl. Nel 1018, nel corso di queste dispute, catturò il conte Ermanno II di Werl.
La madre di Tietmaro di Merseburgo, Cunegonda, è sicuro che fu figlia del legatus e conte Enrico I di Harsefeld/Stade. Poiché Tietmaro fa riferimento al vescovo Teodorico I di Münster come figlio di una sorella di sua madre, anche lei era una Odoniana. Il suo nome era probabilmente Gerburga. Tietmaro di Merseburgo, inoltre, definisce il conte Udo come suo cugino. Pertanto, Udo ed Enrico di Katlenburg potrebbero anche essere stati figli di Gerburga, cosicché Udo sostenne il vescovo Teodorico di Münster contro i conti di Werl non perché suo cugino, ma perché suo fratello. In questo caso, il padre dei tre fratelli potrebbe essere il conte palatino sassone Teodorico († 995) o suo fratello Sigberto († 995). Quest'ultimo era stato conte in Liesgau prima dei fratelli di Katlenburg.
Poiché Tietmaro di Merseburgo li chiamava "fratelli", in precedenza si era ipotizzato che i due fossero fratellastri di un'altra coppia di fratelli, Sigfrido II e Benno (Bernardo) di Northeim, figli del secondo matrimonio di Sigfrido I di Northeim con Ethilinde. Questa teoria è ora considerata improbabile.

### L'assassinio di Eccardo I di Meißen 1002
Udo apparve per la prima volta il 30 aprile 1002 quando, insieme al fratello presumibilmente maggiore Enrico II e ai fratelli della stirpe di Northeim Sigfrido II e Benno (Bernardo), uccise a Pöhlde nell'omonimo palazzo il candidato alla dignità regia, il margravio Eccardo I di Meißen. Secondo Tietmaro di Merseburgo, che riporta l'evento, non si trattò di un atto politico, ma di una presunta faida privata, poiché il margravio Eccardo era responsabile della fustigazione del fratello di Udo, Enrico. Ciò potrebbe essere supportato dal fatto che Udo, a quanto risulta, non venne punito per la sua partecipazione all'atto. Il conte Enrico II di Harsefeld, probabilmente suo zio, fondò una collegiata al suo castello di Harsefeld come espiazione per l'omicidio.
Tuttavia, poiché il nome Udo era sporco di sangue, non fu più utilizzato dai suoi discendenti. Il figlio, il nipote e il pronipote si chiamarono ciascuno Teodorico. Qualcosa di simile si può osservare con i conti di Oldenburg per il Leitname Egilmar e con i conti di Stade per il Leitname Gero.

### Matrimonio e figli
Udo si sposò con Beatrice di Oberstenfeld (nata intorno al 970) originaria della Svevia, figlia di Adelardo di Oberstenfeld (intorno al 950-dopo il 1026), conte di Oberstenfeld e fondatore del monastero di Oberstenfeld (1016). Essi ebbero:
- Imma (nata nel 990 circa);
- Teodorico I (circa 1000-1056).

### Dominio
Dopo il 1013, Udo officiò nella zona di Pöhlde, cioè nella parte orientale del Liesgau, dove suo fratello Enrico era stato conte nel 997. Amministrò anche una contea nel piccolo Gau di Hemmersfeld, che faceva parte dell'Assia sassone.
Nel 1027/39, Udo lasciò in eredità al re Corrado II i possedimenti della moglie, Nürtingen nel Neckargau e Holzhausen nella contea di Werner (Nürtingen venne ceduta al vescovo di Spira da Enrico III nel 1046). In cambio, ricevettero da Corrado II la contea di Liesgau e una foresta sui monti Harz come feudi ereditari; questi sarebbero spettati a chiunque, di entrambi i sessi, fosse stato in possesso della tenuta di Einbeck. Questo abbinamento tra i feudi imperiali del conte Udo e la sua proprietà ereditaria a Einbeck suggerisce che il suo primo maniero si trovava lì fino a quando non fu convertito nell'abbazia di Sant'Alessando da suo nipote, intorno al 1082. Non è noto se possedesse o avesse costruito il castello di Katlenburg, nell'odierna Katlenburg, che fu probabilmente edificato nell'XI secolo.